# Moshe Ya'alon
Pour les articles homonymes, voir Alon.
Moshe Yaʿalon (en hébreu : משה יעלון), né le 24 juin 1950 à Kiryat Haïm, est un officier général israélien puis homme politique du Likoud.

## Biographie
En 1968, il commence à effectuer son service militaire puis reste dans l'armée jusqu'en 2005. Il effectue une carrière militaire en tant qu'officier subalterne, puis supérieur et est ensuite général, en terminant sa carrière au plus haut niveau, en tant que chef des armées de l'Etat d'Israël pendant trois ans.  
Il obtient un BA en sciences politiques à l'université de Haïfa.
Yaʿalon est chef d’État-Major de Tsahal du 9 juillet 2002 au 1er juin 2005. Il entre ensuite en politique et est élu le 10 février 2009 à la 18e Knesset sur la liste du Likoud. À la formation du deuxième gouvernement de Benyamin Netanyahou, Ya'alon obtient le poste de 1er vice-Premier ministre ainsi que celui de ministre des Affaires stratégiques. À partir du 18 mars 2013, il occupe le poste de ministre de la Défense dans le troisième gouvernement Netanyahou et est reconduit dans le gouvernement Netanyahou IV en 2015. Il est considéré comme un « faucon » durant sa carrière politique.
En janvier 2016, il affirme que s'il faut choisir entre l'État islamique et l'Iran, il préfère encore l'État islamique à cause de la menace directe que fait peser l'Iran sur Israël via le Hezbollah. Cette prise de position montre une divergence de points de vue sur le sujet entre responsables sécuritaires israéliens. Le général Gadi Eizenkot, chef de l'État-Major de l'armée israélienne, lui, pense, au contraire, que l'État islamique est une plus grande menace que l'axe chiite.
En mai 2016, Benyamin Netanyahou souhaite élargir sa coalition gouvernementale à la Knesset et propose à Avigdor Liberman le poste de ministre de la Défense, tandis que Ya'alon obtiendrait le ministère des Affaires étrangères. Ya'alon mentionne alors un « manque de confiance » à l'égard de Netanyahou et annonce sa démission du gouvernement. Avigdor Liberman lui succède et Ya'alon annonce qu'il quitte la vie politique. La manœuvre de Benyamin Netanyahou visant à remplacer Ya'alon par Liberman est fortement critiquée en Israël y compris au sein du Likoud car Liberman manque d'expérience militaire contrairement à Ya'alon qui est un ancien chef d'État-Major,. Lors de sa démission, Ya'alon est loué tant par la droite que par la gauche (alors que celle-ci s'était montrée très critique de ses actions lorsqu'il était en poste). Selon certains observateurs, le remplacement de Ya'alon au poste de ministre de la Défense aurait aussi pour but d'écarter un rival potentiel à Netanyahou au sein du Likoud.
Il annonce en juin 2016 sa candidature au poste de Premier ministre lors des élections législatives.
Adversaire déclaré de Netanyahou, il considère que celui-ci aurait dû démissionner en raison des affaires le concernant.[réf. nécessaire]
Début janvier 2019, Ya'alon fonde le parti politique Telem (en) en vue des élections législatives prévues en avril. Le nouveau parti fait alliance fin janvier avec le nouveau parti Hosen L'Yisrael de Benny Gantz puis rejoint la coalition Bleu et blanc composée par Hosen L'Yisrael et Yesh Atid. Ya'alon obtient la troisième place sur la liste de la coalition,. Il se retire de la vie politique en 2021.
En novembre 2024, il déclare que l'armée israélienne mène un « nettoyage ethnique » contre le peuple palestinien lors de la guerre dans la bande de Gaza. Il apporte également son soutien aux soldats qui avaient menacé de ne pas rejoindre l'armée comme réservistes, disant que s'il « avait été officier dans l'armée d'Hitler », il aurait refusé de faire certaines choses, tout en ajoutant qu'il « ne comparait pas » avec la situation en Israël,.